# Benoni Ambăruș
Benoni Ambarus (Somusca-Bacau, Romênia, 22 de setembro de 1974) é um clérigo católico romano romeno, arcebispo de Matera-Irsina e bispo de Tricarico in persona episcopi.

## Biografia
Benoni Ambarus estudou filosofia e teologia no seminário de Iași de 1990 a 1996 e continuou seus estudos como seminarista no Pontifício Seminário Romano de Roma. Em 29 de junho de 2000, o Núncio Apostólico na Romênia, Dom Jean-Claude Périsset, administrou-lhe o sacramento da ordenação para a Diocese de Iași. Após estudos adicionais na Pontifícia Universidade Gregoriana, obteve a licenciatura em dogmática em 2001.
Após trabalhar na Diocese de Roma na formação sacerdotal no Pontifício Seminário Romano de 2001 a 2004 e como pároco na paróquia de San Frumenzio ai Prati Fiscali de 2004 a 2007, foi incardinado no clero da Diocese de Roma. Até 2010 continuou a trabalhar na pastoral paroquial em San Frumenzio e depois durante dois anos em Santa Maria Causa Nostrae Laetitiae em Torre Gaia. A partir de 2012, serviu como pároco da paróquia de Santi Elisabetta e Zaccaria do Valle Muricana. Também atuou como Vice-Presidente (2017) e depois Presidente da Caritas Diocesana de Roma de 2018 até sua nomeação.
Em 20 de março de 2021, o Papa Francisco nomeou-o bispo titular de Truentum e bispo auxiliar na diocese de Roma. O cardeal vigário Angelo De Donatis ordenou-o bispo em 2 de maio do mesmo ano. Os principais co-consagradores foram o Cardeal Enrico Feroci e o Arcebispo de Bucareste, Aurel Percă.
Como bispo auxiliar, foi delegado para a área da diaconia da caridade, assim, sendo Diretor do Escritório de Pastoral da Saúde e Diretor do Escritório de Pastoral Penitenciária. Também como membro da Conferência Episcopal do Lácio, foi presidente da Comissão Regional para o Serviço da Caridade.
Em 18 de junho de 2025, o Papa Leão XIV o nomeou como arcebispo de Matera-Irsina e bispo de Tricarico in persona episcopi.